# الجامعة العربية للعلوم والتقنية
الجامعة العربية للعلوم والتقنية هي جامعة أهلية تقع في عدن في اليمن. أنشئت بموجب قانون الجامعات الأهلية رقم (13) لسنة 2005م واللائحة التنفيذية رقم (140) لسنة 2007م. بدأت الجامعة بمزاولة أنشطتها العلمية في العام الدراسي 2008/2007 .

## كليات الجامعة
1. كلية إدارة الأعمال والعلوم المصرفية.
2. كلية الهندسة وعلوم الحاسوب.
3. كلية اللغات والعلوم الإنسانية.
4. كلية الحقوق والدراسات الدبلوماسية.